# Jorge González (Model)

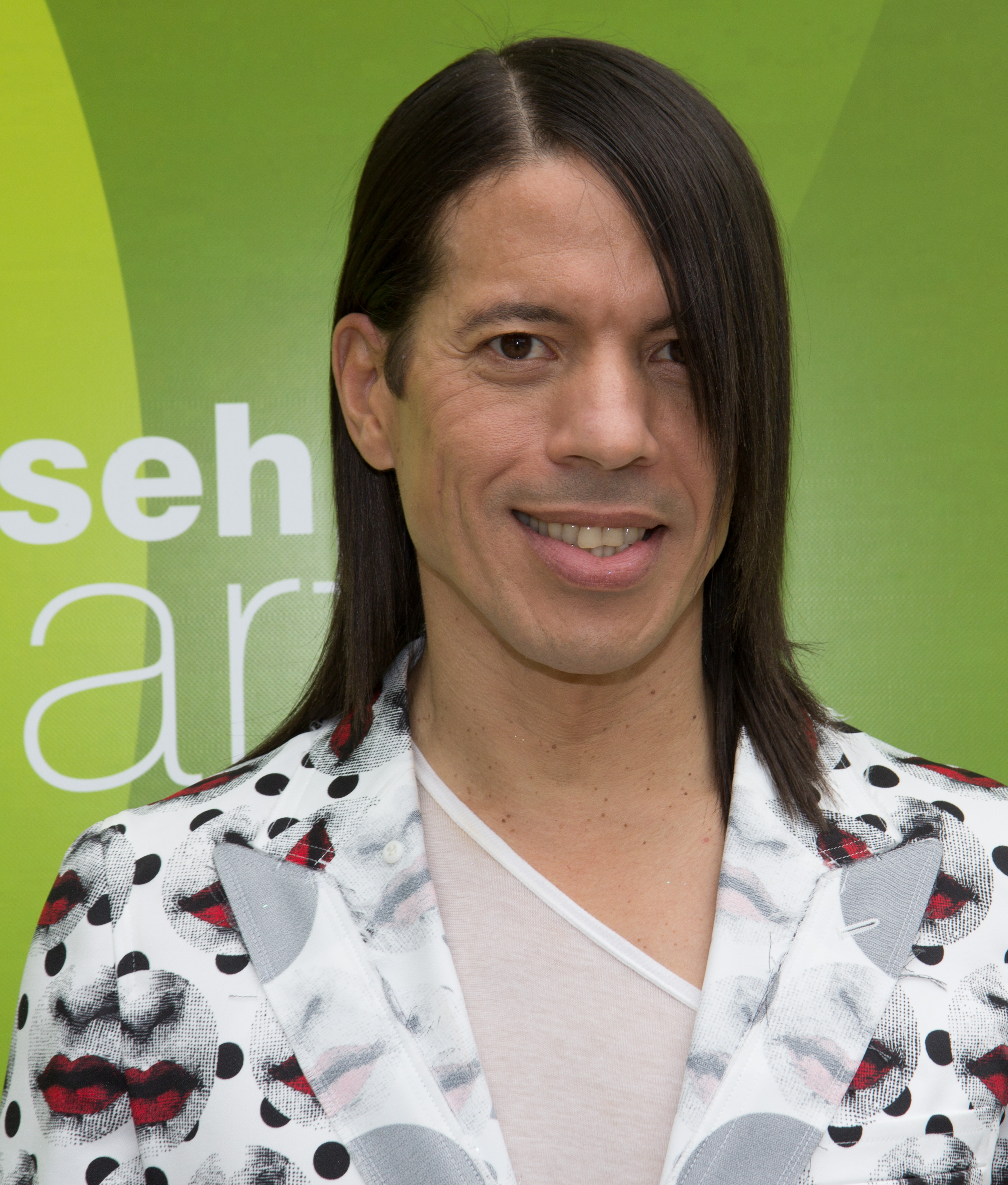
Jorge Gonzalez (2018)

Jorge Alexis González Madrigal Varona Vila (* 11. August 1967 in Cabaiguán, Provinz Sancti Spíritus) ist ein kubanisch-deutscher Choreograf und Model. Er wurde als „Laufsteg-Trainer“ in der Castingshow Germany’s Next Topmodel bekannt. Seit 2013 ist er Jurymitglied der Tanzsendung Let’s Dance. 2011 nahm er die deutsche Staatsangehörigkeit an.

## Leben und Karriere

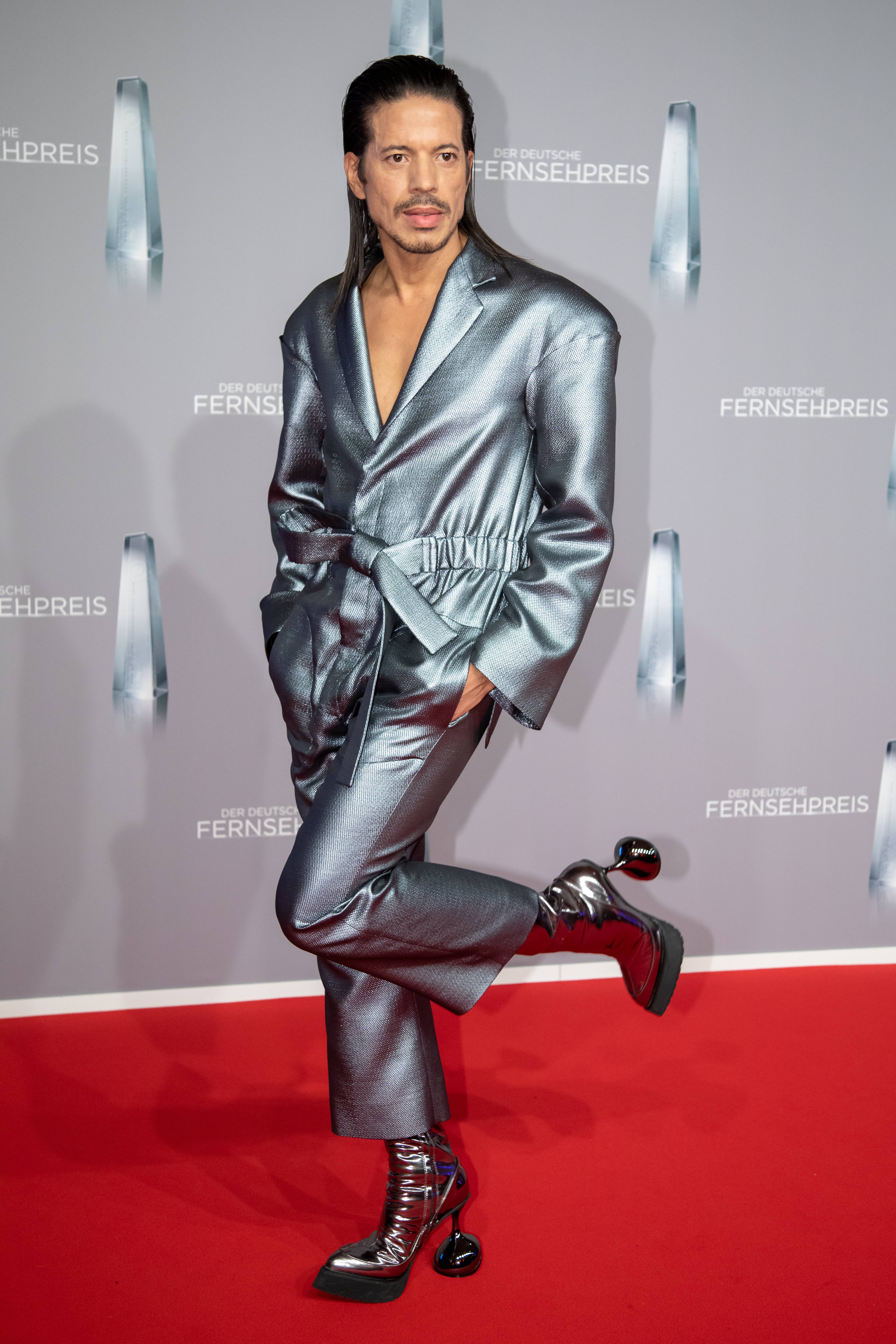
Jorge González, 2019

González verließ Kuba mit 17 Jahren, um mit einem Stipendium an der Comenius-Universität Bratislava in der Tschechoslowakei zu studieren. An der naturwissenschaftlichen Fakultät beendete er 1991 das Studium Umweltschutz/Radioökologie (Ochrana a tvorba životného prostredia – nukleárna ekológia) mit dem Magistergrad. Bereits während des Studiums nahm er vor allem in Prag verschiedene Modeljobs an. Seit dem Studium arbeitet er als Stylist, Imageberater und Choreograf von Modenschauen. In letzterer Funktion war er bereits für verschiedene Designer wie Laura Biagiotti und Vivienne Westwood tätig.
2009 trat González die Nachfolge von Bruce Darnell als Choreograf und Trainer in der Model-Casting-Show Germany’s Next Topmodel unter der Leitung von Heidi Klum an. Sein extravagantes Auftreten und seine ausgefallene Kleidung verschafften ihm innerhalb kurzer Zeit hohe mediale Aufmerksamkeit. Die Frankfurter Allgemeine Zeitung etwa nannte ihn den „heimlichen Star“ der Sendung und beschrieb ihn als „fleischgewordenen Stöckelschuh“.
2010 nahm er einen Song mit dem Titel Chicas Walk auf, der auf dem Label Ministry of Sound erschien. Seit 2011 spielt er regelmäßig im Rahmen von Benefiz-Spielen zu Gunsten herzkranker Kinder Kicken mit Herz im Team der FC St. Pauli Allstars gegen die Placebo Kickers Hamburg. 2011 und 2012 entwarf er in Zusammenarbeit mit dem Modehaus Bonprix vier Kollektionen. Im März 2012 hatte er in zwei Folgen der Telenovela Anna und die Liebe sowie im Oktober 2012 in der ZDF-Serie Notruf Hafenkante einen Gastauftritt.
2012 und 2013 machte er Werbung für ein Haarentfernungsprodukt und entwarf die Kostüme für die kubanische Tanz-Show Ballet Revolución. Seit 2013 ist er Jurymitglied der Tanzsendung Let’s Dance (seit 2022 auch der slowakischen Version) und moderiert die Sendung E! Factor by Jorge González beim Spartensender E! Entertainment Television. Im Juli 2014 bekam er seine eigene Sendung Chica Walk Academy by Jorge González bei VOX. 2015 wurde er Jurymitglied der Show Stepping Out. Des Weiteren moderierte er im November die Sendung Täglich frisch geröstet. Er gibt eine Parfümkollektion heraus und war 2013 Testimonial für Hairstylingprodukte eines japanischen Herstellers.

## Privates
González lebt in Hamburg-Harvestehude. Er war ab 2006 mit seinem Lebensgefährten, einem Geschäftsmann, verlobt. 2020 trennte sich das Paar nach 25 Jahren Beziehung.

## Diskografie
Singles
- 2010: Chicas Walk – Jorge González feat. Kayna
- 2013: Hola Fiesta – Jorge González & Narany

Sampler
- 2013: Jorge González Presents Latin Moves

## Filmografie
- 2012: Notruf Hafenkante (Fernsehserie, Folge 154: High Heels)
- 2013: Heiter bis tödlich: Zwischen den Zeilen (Fernsehserie, Folge 2: Wenn sich Zeugen traun)
- 2017: Allein unter Schwestern – Ein turbulenter Sommer im Hotel Big L.
- 2018: Die Pfefferkörner (Fernsehserie, Folge 193: Der doppelte Willie)
- 2018: Unsere Jungs – Auch Strippen will gelernt sein (Fernsehfilm)[14]
- 2019: Eine ganz heiße Nummer 2.0
- 2021: Life’s a Glitch (Fernsehserie, Folge 3: Back to School)
- 2021: Die Comedy Märchenstunde[15] (Staffel 2, Folge 2)
- 2022: LOL: Last One Laughing (Gastauftritt)
- 2022: Viva la Diva
- 2023: Studio Schmitt (Folge 61, Gastauftritt)[16]
- 2023: Raus aus dem Teich (Migration, Sprechrolle)
- 2024: Smeilingen, ein Dorf wie Du und ich[17]
- 2025: Eltons 12
- 2025: Die Verräter – Vertraue Niemandem!

## Veröffentlichungen
- Jorge González, Stephanie Ehrenschwender: Hola Chicas! Auf dem Laufsteg meines Lebens. Heyne, München 2013, ISBN 978-3-453-60274-8.

## Auszeichnungen
- 2020: Orden Wider die Neidhammel der Nürnberger Luftflotte des Prinzen Karneval